# Onychiurus normalis
Onychiurus normalis är en urinsektsart som beskrevs av Hermann Gisin 1949. Onychiurus normalis ingår i släktet Onychiurus, och familjen blekhoppstjärtar. Arten är reproducerande i Sverige.